# 常磐大学高等学校
常磐大学高等学校（ときわだいがくこうとうがっこう）は、茨城県水戸市新荘三丁目にある常磐大学の附属高等学校。茨城交通栄町二丁目下車徒歩1分に所在。略称は「常磐」「常磐大高」。学校法人側の略称は「常大高(ときだいこう)」。

## 沿革
- 1922年 - 水戸常磐女学校の開校式挙行。
- 1935年 - 常磐高等女学校設立認可。
- 1948年 - 学制改革により常磐女子高等学校設立。
- 1951年 - 私立学校法により学校法人常磐学園の設立認可。
- 1972年 - 創立50周年記念式典挙行。
- 1992年 - 創立70周年記念講堂竣工。
- 2000年 - 常磐女子高等学校を常磐大学高等学校に校名変更し男女共学化。
- 2000年 - 新校訓制定。
- 2016年 - 特進選抜コースを新設。
- 2020年 - 進学コースを廃止。特進選抜、特進コースへ二本化[1]。

## 制服
茨城県内の高等学校でトップを争うほど制服の着こなし方を重視し、自立した人間性を育てている。男子、女子ともに制服の人気度が高い。これらの制服は京成百貨店にて独占販売されている。

## 著名な出身者
- 来栖あつこ（女優・タレント）
- 菊池保則（プロ野球選手）
- 鶴見凌也（プロ野球選手）
- 長谷場久美（重量挙げ選手）
- 沢樹マイカ（歌手）
- 根本凪（元でんぱ組.inc）高校中退